# Resolutie 1234 Veiligheidsraad Verenigde Naties
Resolutie 1234 van de Veiligheidsraad van de Verenigde Naties werd unaniem door de
VN-Veiligheidsraad aangenomen op 9 april 1999.

## Achtergrond
In 1994 braken in de Democratische Republiek Congo etnische onlusten uit die onder meer werden veroorzaakt door de vluchtelingenstroom uit de buurlanden Rwanda en Burundi. In 1997 beëindigden rebellen de lange dictatuur van Mobutu en werd Kabila de nieuwe president. In 1998 escaleerde de burgeroorlog toen andere rebellen Kabila probeerden te verjagen. Zij zagen zich gesteund door Rwanda en Oeganda. Toen hij in 2001 omkwam bij een mislukte staatsgreep werd hij opgevolgd door zijn zoon.
Onder buitenlandse druk werd afgesproken verkiezingen te houden die plaatsvonden in 2006 en gewonnen werden door Kabila. Inmiddels waren er nog steeds rebellen actief in het oosten van Congo en bleef de situatie er gespannen.

## Inhoud

### Waarnemingen
De Veiligheidsraad was bezorgd om een verdere verslechtering van de situatie in de Democratische Republiek Congo.
In het oosten van het land schonden rebellen de soevereiniteit en territoriale integriteit van het land.
Men was ook bezorgd over de illegale wapentrafiek in het Grote Merengebied. De secretaris-generaal had een Speciale Gezant voor Congo aangesteld.

### Handelingen
Alle landen moesten de territoriale integriteit, onafhankelijkheid en soevereiniteit van alle landen in de regio respecteren. De Veiligheidsraad betreurde de gevechten en de aanwezigheid van buitenlandse troepen en eiste dat de vijandelijkheden onmiddellijk zouden stoppen. Er moest een staakt-het-vuren ingaan, buitenlandse troepen moesten worden teruggetrokken, het gezag van de centrale regering moest worden hersteld en er moest een vredesproces op gang komen.
De Veiligheidsraad veroordeelde de slachtpartijen die hadden plaatsgevonden en riep op tot een internationaal onderzoek hiernaar. Ook werden de activiteiten van gewapende groepen veroordeeld.
Er moest te gepasten tijde een internationale conferentie over vrede, veiligheid en stabiliteit in het Grote Merengebied worden gehouden. De Veiligheidsraad zou ten slotte bekijken hoe de VN actief betrokken konden zijn bij de uitvoering van een staakt-het-vuren en een vredesproces.

## Verwante resoluties
- Resolutie 239 Veiligheidsraad Verenigde Naties (1967)
- Resolutie 241 Veiligheidsraad Verenigde Naties (1967)
- Resolutie 1258 Veiligheidsraad Verenigde Naties
- Resolutie 1273 Veiligheidsraad Verenigde Naties

Lijst ·  1220 ·  1221 ·  1222 ·  1223 ·  1224 ·  1225 ·  1226 ·  1227 ·  1228 ·  1229 ·  1230 ·  1231 ·  1232 ·  1233 ·  1234 ·  1235 ·  1236 ·  1237 ·  1238 ·  1239 ·  1240 ·  1241 ·  1242 ·  1243 ·  1244 ·  1245 ·  1246 ·  1247 ·  1248 ·  1249 ·  1250 ·  1251 ·  1252 ·  1253 ·  1254 ·  1255 ·  1256 ·  1257 ·  1258 ·  1259 ·  1260 ·  1261 ·  1262 ·  1263 ·  1264 ·  1265 ·  1266 ·  1267 ·  1268 ·  1269 ·  1270 ·  1271 ·  1272 ·  1273 ·  1274 ·  1275 ·  1276 ·  1277 ·  1278 ·  1279 ·  1280 ·  1281 ·  1282 ·  1283 ·  1284